# Das Ereignis in der Schrun

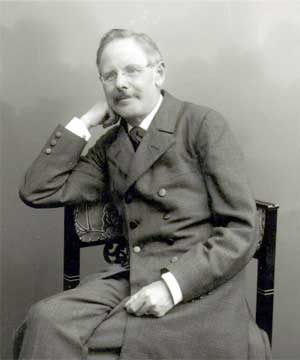
Peter Rosegger um 1905

Das Ereignis in der Schrun ist eine Erzählung des österreichischen Schriftstellers Peter Rosegger, die 1887 in dem Sammelband Höhenfeuer. Neue Geschichten aus den Alpen bei Hartleben in Wien erschien.

## Inhalt
Der 20-jährige Gottfried Mändeg, einziges Kind der Lehrerswitwe Mändeg, hat das Gymnasium Aching in Oberfranken mit Bravour absolviert und darf mit finanzieller Unterstützung des Lehrkörpers eine Ferienreise in die Alpen unternehmen. Gottfried lässt sich von seiner besorgten Mutter nicht von der riskanten Klettertour abhalten und reist nach Tirol in die Schrun. Am Schrunstein stürzt er zusammen mit seinem einheimischen Bergführer, dem Knappen-Wolf, ab. Beide fallen tief und sind sofort tot. Rosegger erzählt weniger die Geschichte Gottfrieds, sondern vielmehr eine Episode aus dem Leben seiner Mutter. Zunächst depeschiert ihr Jakob Höfinger, Pfarrer im Dorf Schrun in Tirol, sie möge doch möglichst schnell anreisen, denn Gottfried Mändeg aus Aching in Oberfranken sei verletzt.
Das ist nun nicht einmal die halbe Wahrheit. Aber das Telegramm ermöglicht Rosegger die Beschreibung eines Vorgangs im Innern der Mutter Mändeg. Während der Bahnfahrt bis ins Engtal der Schrun und während ihres Aufenthalts dort begreift sie allmählich die ganze Wahrheit.
Im Dorf Schrun angekommen, stellt die Mutter fest, der Sohn ist noch nicht unter der Erde, doch sein Sarg wurde bereits verschlossen. Mutter Mändeg will Gottfried unbedingt noch einmal sehen. Arzt und Pfarrer wollen die Frau schonen. Vergeblich.
„Laßt mich“, entgegnet sie. „Ich bin stark. Eine Mutter ist stärker als ihr glaubt“. Die Witwe hält die schwere Prüfung aus. Und noch mehr. Der Bergführer Knappen-Wolf hinterlässt einen Sohn – den kleinen Ludel. Wie das im Leben manches Mal so ist – eine Mutter ist nicht da. Mutter Mändeg adoptiert Ludel; nimmt den Kleinen an Sohnes statt an.

## Ausgaben
- Das Ereigniß in der Schrun. In: Höhenfeuer. Neue Geschichten aus den Alpen. A. Hartleben’s Verlag, Wien 1887, S. 260–286 (archive.org).
- Peter Rosegger: Das Ereignis in der Schrun – 's Guderl – Die Nottaufe (= Wiesbadener Volksbücher, Nr. 60). Verlag des Volksbildungsvereins, Wiesbaden 1905
- Das Ereignis in der Schrun. In: Peter Rosegger: Das Buch der Novellen. Zweiter Band, L. Staackmann. Leipzig 1915, S. 321–345.
- Das Ereignis in der Schrun In: Peter Rosegger: Der Herrensepp und andere Erzählungen. Koehler & Amelang, Leipzig 1925
- Das Ereignis in der Schrun, S. 267–285 in Karl-Maria Guth (Hrsg.): Peter Rosegger: Onkel Sonnenschein und andere Erzählungen. Contumax-Hofenberg, Berlin 2018, ISBN 978-3-7437-2670-3